# مدسنویل (کنتاکی)
مدسنویل (به انگلیسی: Madisonville) شهری در ایالت کنتاکی کشور ایالات متحده آمریکا است که جمعیت آن در سرشماری سال ۲۰۱۰ میلادی، ۱۹٬۵۹۱ نفر بوده‌است.